# Franka
Franka és una sèrie de còmics holandesa dibuixada i escrita des de mitjans dels anys 70 per l'artista gràfic Henk Kuijpers. La protagonista és una jove detectiu holandesa que resol misteris en llocs exòtics.
Franka s'ha traduït a diferents idiomes, incloent l'alemany, el francès, el castellà, el català, el danès, el suec i el finès.

## Protagonista
Franka (Francesca Victoria), el personatge principal que dona nom a la sèrie, és una detectiva privada jove, atractiva i aventurera. Viu en una Països Baixos lleugerament fictícia, tot i que des de l'àlbum de 1993 De Vlucht van de Atlantis, Franka és resident oficial d'Amsterdam (anteriorment vivia a la fictícia Groterdam). Els casos que resol acostumen a desenvolupar-se en el món de l'art, les antiguitats, la moda i el cinema, i sovint tenen lloc en llocs exòtics plens de contrabandistes, pirates i tèrbols homes de negocis.
Les dones dominants són un tema recurrent de la sèrie, de manera semblant a alguns còmics franco-belgues com Yoko Tsuno. Després de molt temps soltera, en els darrers volums Franka troba parella i interès amorós en el lladre d'art rehabilitat Rix. En la majoria d'ocasions, també apareix acompanyada del seu gos Bars.
Curiosament, Franka no era la protagonista de la primera aventura de la sèrie (que constitueix la primera part del Volum 1: Het Misdaadmuseum). En aquesta aventura el personatge principal és Jarko (que en els següents volums va perdent protagonisme), i Franka només és una secretària del Museu del Crim. No obstant això, a la segona aventura del primer volum, Franka ja esdevé el personatge principal, tot i que no tan exclusivament com en els següents volums.

## Estil de dibuix
Franka és un exemple de l'estil de línia clara associat habitualment als còmics europeus, i l'estil de dibuix de Kuijpers destaca per la seva qualitat artística, la particular claredat de la línia i el detall meticulós d'elements com els cotxes i els edificis. Les vinyetes acostumen a incloure petits detalls addicionals o humorístics que no són rellevants per la línia argumental principal.
L'estil de dibuix es va desenvolupant significativament des dels primers còmics, on per exemple els personatges tenen els ulls grans i el cos desproporcionat, a les figures més realistes dels següents volums, fins a l'aspecte més estilitzat dels últims àlbums. També canvia la representació visual de les noies: la Franka dels últims volums és un ésser més sexual que en els primers volums, on només tenia amics però mai parelles. Mentre que als primers còmics rarament es mostrava la nuesa, a la resta de volums es juga amb postures eròtiques, i els últims àlbums mostren a Franka i altres personatges nus. L'acte sexual, però, només s'insinua.

## Publicació

### Història de la publicació
Franka va aparèixer originalment a la revista infantil Pep el 1974. L'any següent la revista es va fusionar amb Sjors per formar el setmanari Eppo. Franka esdevingué un dels fixos de la revista, publicant-se durant els següents onze anys, amb l'excepció de 1984. El 1988 Eppo esdevingué Sjors & Sjimmie, però Franka no hi reaparegué fins a l'any següent. Des de principis de 1992 es torna a publicar un àlbum anual de la sèrie. Després que Sjors & Sjimmie (o Sjosji com es coneixia des de 1994) va deixar de publicar-se el 1999, Franka va començar a publicar-se en la seva pròpia revista en línia. El 2009 es va rescatar Eppo en forma de còmic quinzenal, fent la crònica de les noves aventures de diversos personatges del passat, inclosa Franka.
A partir dels anys 90, Franka també es va publicar en forma de sèrie a la revista Veronica Magazine (del canal Veronica TV), que amb vendes setmanals de més d'un milió d'exemplars era una de les publicacions holandeses més difoses.
Les aventures dels volums previs acostumen a aparèixer en referències en volums següents, tot i que poden llegir-se de forma independent.

### Àlbums de la sèrie oficial
Els següents àlbums corresponen a les edicions holandeses. Del volum 1 al volum 8 l'editorial era Oberon, del volum 9 al 15, Big Balloon, i des del volum 16 Franka BV.
L'edició catalana, de l'Editorial Barcanova, només consisteix en 5 volums editats entre 1990 i 1992 sense respectar l'ordre cronòlogic. Els números de l'edició catalana s'indiquen entre claudàtors:
1. Het Misdaadmuseum (1978)
2. Het Meesterwerk (1978)
3. De Terugkeer van de Noorderzon (El retorn del sol del nord [4]) (1978)
4. De Wraak van het Vrachtschip (La revenja del vaixell mercant [5]) (1979)
- El volum 3 i el volum 4 formen un sol episodi

5. Circus Santekraam (1981) (inclou l'episodi Animal Day).
6. Het Monster van de Moerplaat (1982) (inclou els episodis Pyromaniac i Saboteur.
7. De Tanden van de Draak (Les dents del drac [1]) (1984)
8. De Ondergang van de Donderdraak (La caiguda del drac [2]) (1986)
- El volum 7 i el volum 8 formen un sol episodi

9. Moordende Concurrentie (Competència criminal [3]) (1990)
10. Gangsterfilm (1992)
11. De Vlucht van de Atlantis (1993)
12. De Blauwe Venus (1994)
13. De Dertiende Letter (1995)
14. Het Portuguese Goudschip (1996)
15. De Ogen van de Roerganger (1997)
- El volum 14 i el volum 15 formen un sol episodi

16. Succes Verzekerd (1999)
17. Eigen risico (2001)
- El volum 16 i el volum 17 formen un sol episodi

18. Kidnap (2004)
19. Het zwaard van Iskander (2006)
20. De Witte Godin (2009)
21. Het Zilveren Vuur (2010)
- Els volums 19, 20 i 21 formen la trilogia De reis van de Ishtar

22. Onderwereld (2012)
23. Geheim 1948 (2016)
24. Operatie Roofmoord (2019)